# Kidz Bop

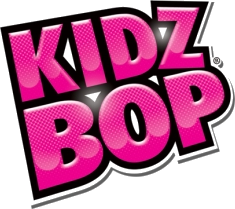
Das Logo der Kids-Bop-Kompilationen

Kidz Bop ist eine Reihe von Kompilations-Alben, in welchem Kinder zeitgenössische populäre Lieder covern. Die Serie wurde im Jahr 2001 von den Gründern des Unternehmens Razor & Tie, Cliff Chenfeld und Craig Balsam, initiiert. Die auf den Kompilationen gecoverten Originallieder sind meist hoch in den US-amerikanischen Singlecharts eingestiegen und erfuhren zumeist sehr viel Radio-Airplay in den Vereinigten Staaten.
Die Kinderband, welche die Lieder auf den Kompilationen einspielt, heißt KIDZ BOP Kids. Die Liedtexte werden familientauglich angepasst. Bis 2015 wurden von der Serie mehr als 16 Millionen Alben verkauft. Außerdem wurde das Franchise ausgeweitet auf Merchandising-Artikel, Musikvideos, Konzertreisen und Talentwettbewerbe. Das Gesicht der Marke stellt dabei die Kinderband dar, deren Mitglieder bei Vorsingen ermittelt werden. Bis zum 18. Januar 2019 wurden inzwischen 39 Alben alleine in der Hauptserie veröffentlicht.

## Die KIDZ BOP Kids
Mitglieder USA
- Cami
- Cliff
- Giavanni
- Ivan
- Jackson
- Kiya
- Peter
- Savvy
- Shila
- Tyler

Ehemalige Mitglieder (Auswahl)
- Jake Short[6]
- Ross Lynch[6][7]
- Noah Munck[6]
- Olivia Holt[6]
- Zendaya[6][7]
- Elijah Johnson[6][7]
- Spencer Locke[6]
- Becky G[6] (ihr Lied Shower wurde auf der Kids Bop 27-Kompilation gecovert)
- Kiana Brown[6]
- Bredia Santoro[6]
- Ahnya O’Riordan
- Cooper Hounshell
- Olivia King
- Isaiah Morgan

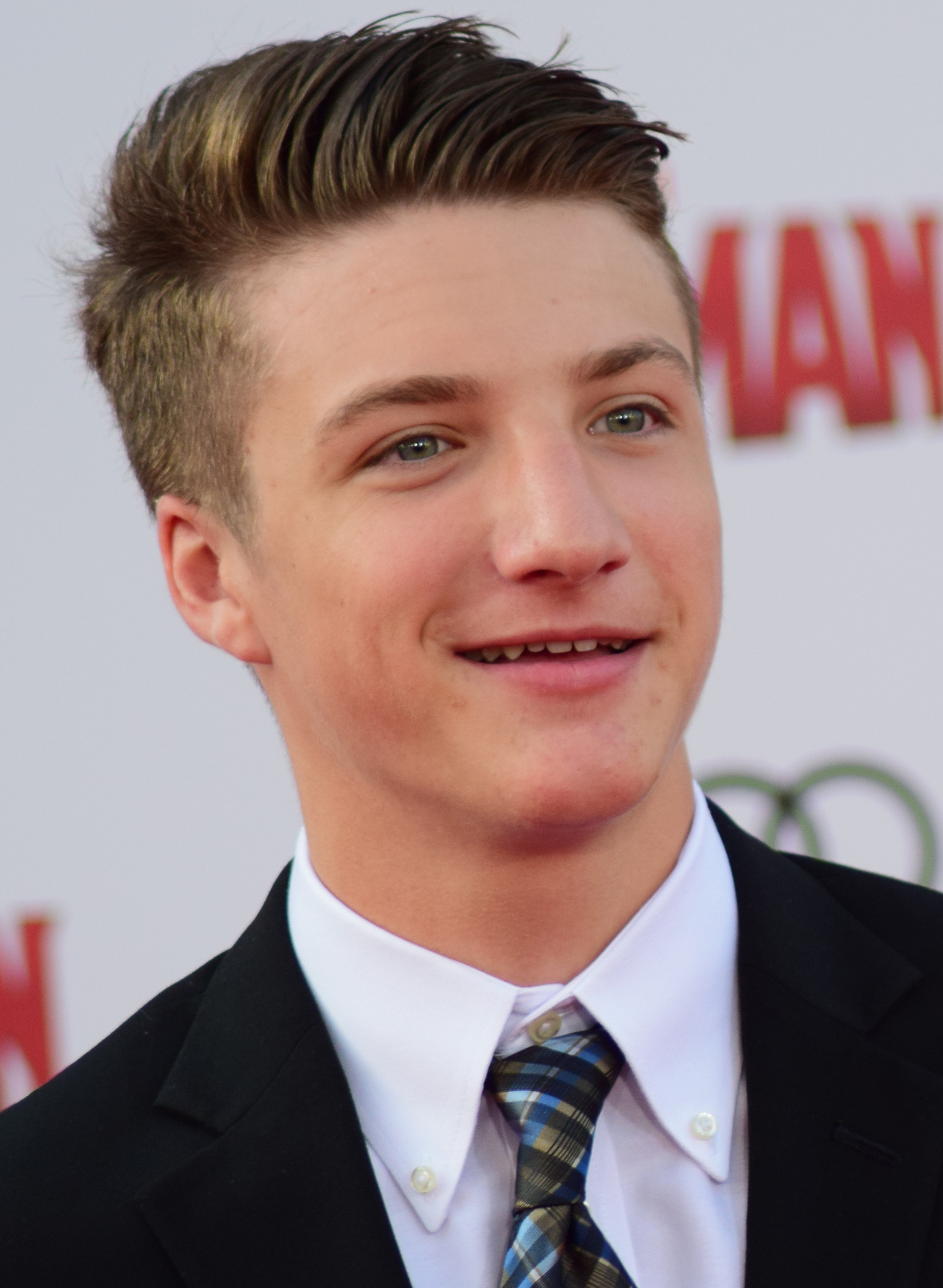
Jake Short, 2015
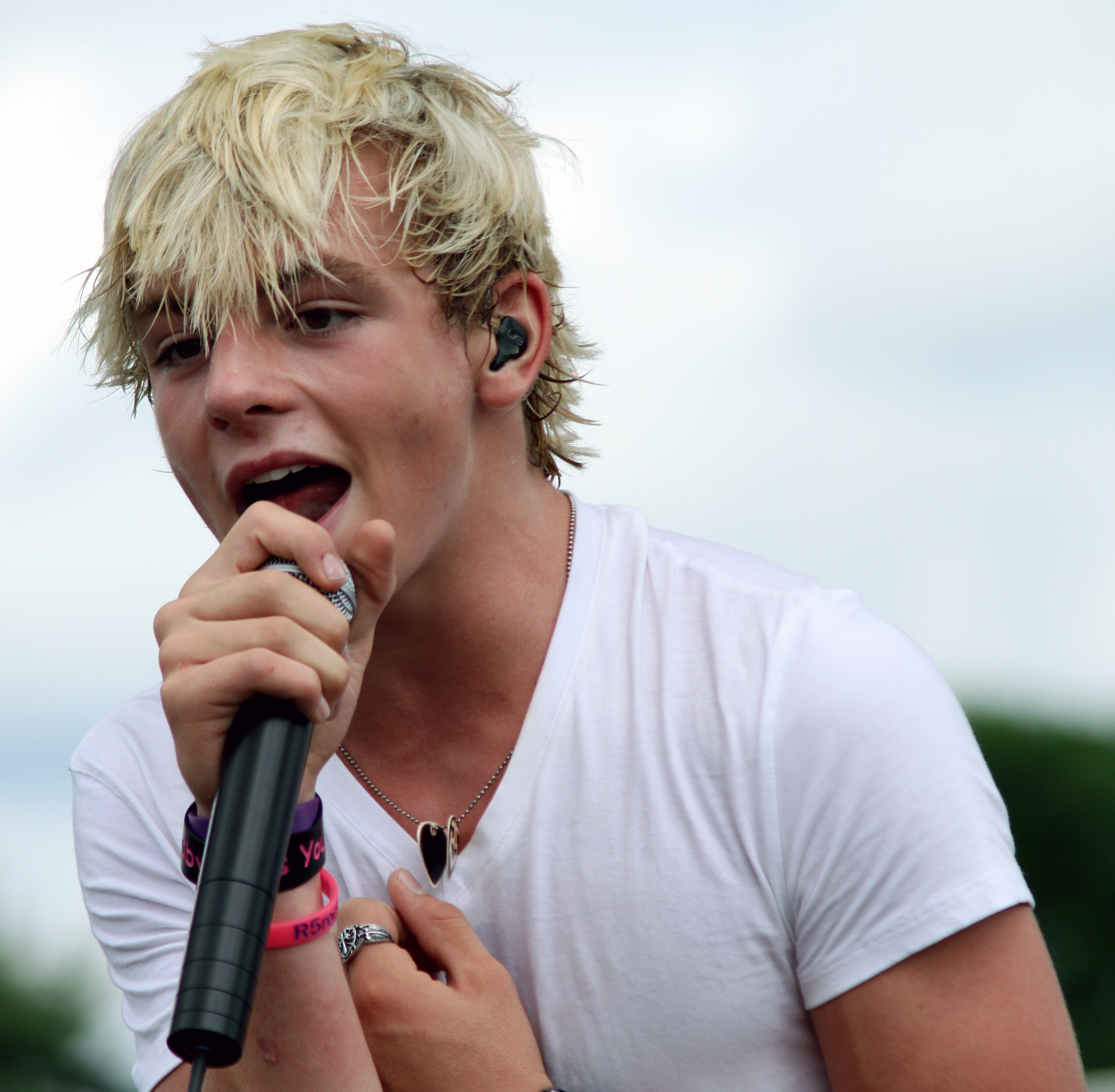
Ross Lynch, 2012
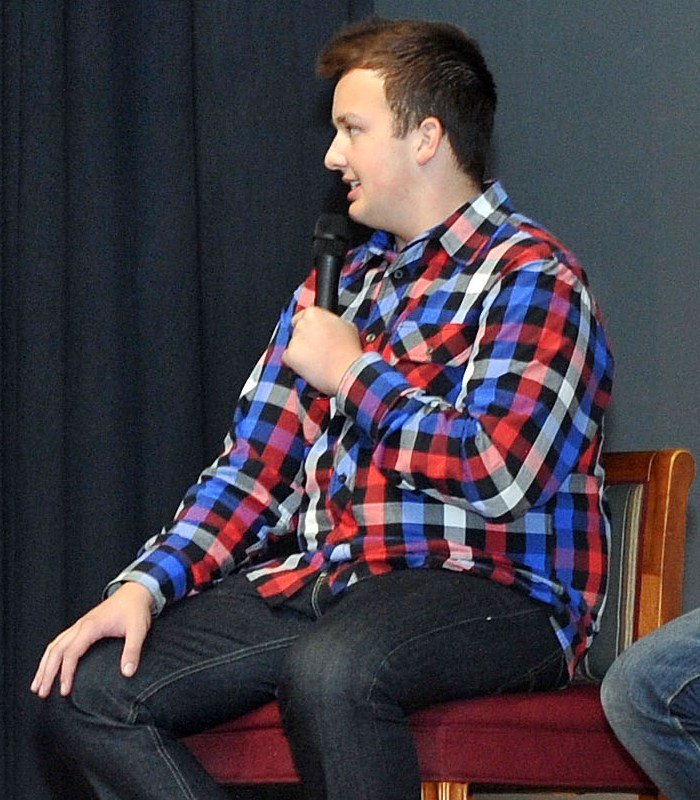
Noah Munck, 2012
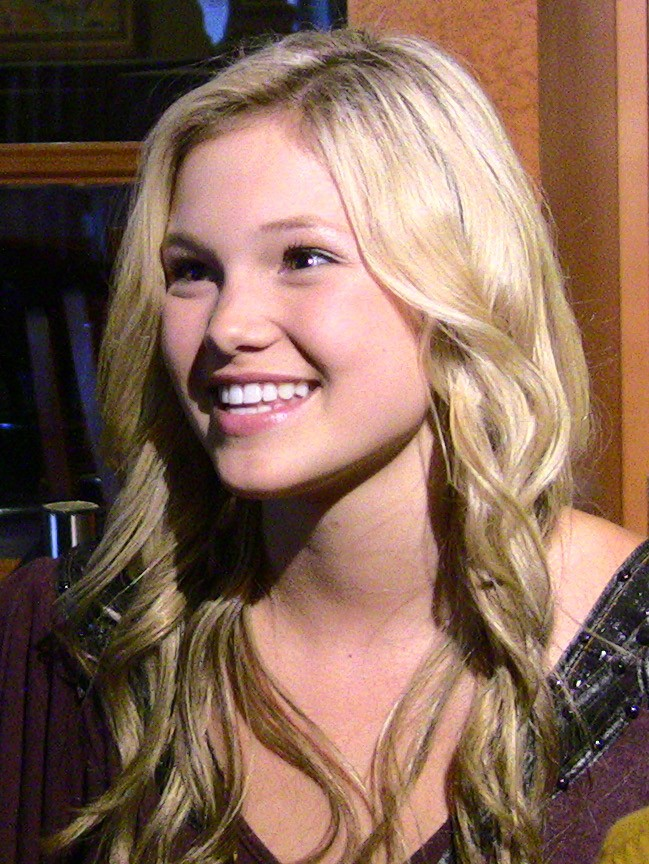
Olivia Holt, 2011
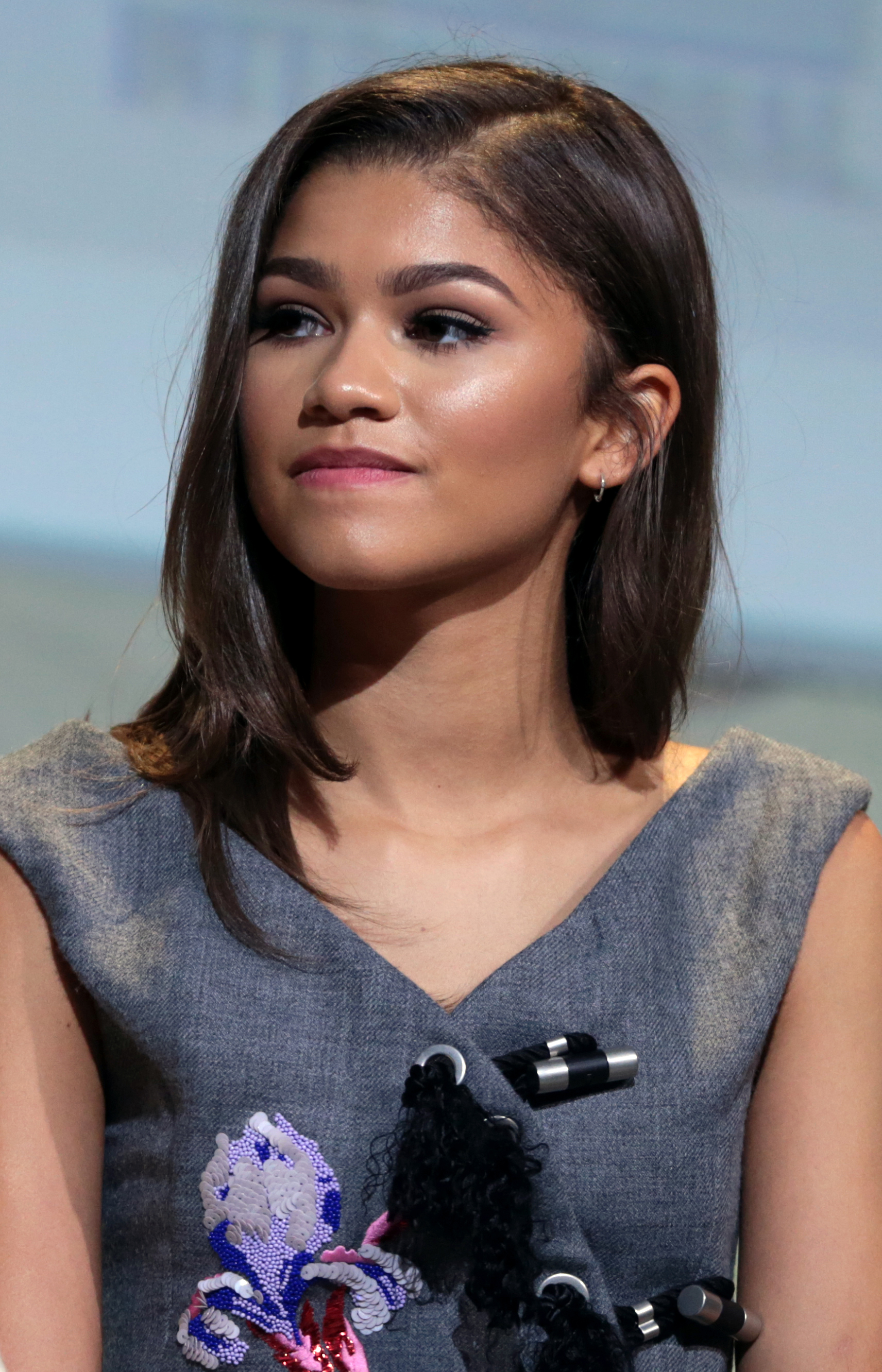
Zendaya, 2016
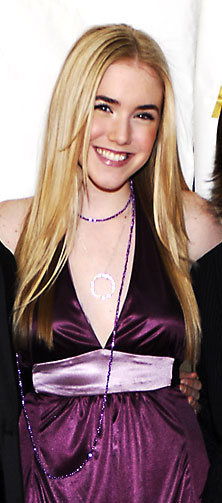
Spencer Locke, 2007

Mitglieder UK
- Chanel
- Sadie
- Toby
- Ziame

Ehemalige Mitglieder UK (Auswahl)
- Ashton
- Mandy
- Max
- Mia
- Twinkel

Mitglieder Deutschland
- Amalia
- Nico
- Destiny

Ehemalige Mitglieder Deutschland (Auswahl)
- Evelyn
- Kimi
- Leon
- Rahel

Mitglieder Frankreich
- Ismo
- Lea

## Veröffentlichungen
Die KIDZ BOP Kids landeten in den Jahren von 2010 bis 2018 auf Platz eins der Bestenliste Künstler für Kindermusik des US-amerikanischen Musikmagazins Billboard. Das im Juli 2014 veröffentlichte Kidz Bop 26 war das insgesamt vierzigste Album, das eine Notierung in den US-amerikanischen Albumcharts erreichen konnte. Seit der ersten Auflage der Kompilations-Serie im Jahr 2001 verkaufte sich die Kidz-Bop-Reihe mehr als 16 Millionen Mal.
Im November des Jahres 2015 verkündete das Billboard Magazin, dass die Kidz-Bop-Reihe auf Platz 4 der Künstler mit den meisten Top-10-Alben in den US-amerikanischen Albumcharts notiert wurde und somit eine höhere Platzierung als Bruce Springsteen und Madonna erreichen konnte.
Kidz Bop 25 war das meistverkaufte Kinderalbum im Jahr 2014, Kidz Bop 27 das im Jahr 2015.

### Hauptserie
| Jahr | Titel Musiklabel                     | Höchstplatzierung, Gesamtwochen, AuszeichnungChartsChartplatzierungen (Jahr, Titel, Musiklabel, Platzierungen, Wochen, Auszeichnungen, Anmerkungen) | Anmerkungen                                                              |
| Jahr | Titel Musiklabel                     | US | Anmerkungen                                                              |
| ---- | ------------------------------------ | --- | ------------------------------------------------------------------------ |
| 2001 | Kidz Bop Razor & Tie                 | US76 Gold · (34 Wo.)US | Erstveröffentlichung: 9. Oktober 2001 Verkäufe: + 500.000                |
| 2002 | Kidz Bop 2 Razor & Tie               | US37 Gold · (35 Wo.)US | Erstveröffentlichung: 20. August 2002 Verkäufe: + 500.000                |
| 2003 | Kidz Bop 3 Razor & Tie               | US17 Gold · (25 Wo.)US | Erstveröffentlichung: 4. März 2003 Verkäufe: + 500.000                   |
| 2003 | Kidz Bop 4 Razor & Tie               | US14 Gold · (27 Wo.)US | Erstveröffentlichung: 12. August 2003 Verkäufe: + 500.000                |
| 2004 | Kidz Bop 5 Razor & Tie               | US34 (16 Wo.)US | Erstveröffentlichung: 24. Februar 2004                                   |
| 2004 | Kidz Bop 6 Razor & Tie               | US23 (22 Wo.)US | Erstveröffentlichung: 10. August 2004                                    |
| 2005 | Kidz Bop 7 Razor & Tie               | US7 Gold · (25 Wo.)US | Erstveröffentlichung: 22. Februar 2005 Verkäufe: + 500.000               |
| 2005 | Kidz Bop 8 Razor & Tie               | US6 Gold · (30 Wo.)US | Erstveröffentlichung: 2. August 2005 Verkäufe: + 500.000                 |
| 2006 | Kidz Bop 9 Razor & Tie               | US2 Gold · (25 Wo.)US | Erstveröffentlichung: 21. Februar 2006 Verkäufe: + 500.000               |
| 2006 | Kidz Bop 10 Razor & Tie              | US3 Gold · (28 Wo.)US | Erstveröffentlichung: 1. August 2006 Verkäufe: + 500.000                 |
| 2007 | Kidz Bop 11 Razor & Tie              | US4 (19 Wo.)US | Erstveröffentlichung: 20. Februar 2007                                   |
| 2007 | Kidz Bop 12 Razor & Tie              | US7 (23 Wo.)US | Erstveröffentlichung: 31. Juli 2007                                      |
| 2008 | Kidz Bop 13 Razor & Tie              | US4 (18 Wo.)US | Erstveröffentlichung: 19. Februar 2008                                   |
| 2008 | Kidz Bop 14 Razor & Tie              | US8 (26 Wo.)US | Erstveröffentlichung: 29. Juli 2008                                      |
| 2009 | Kidz Bop 15 Razor & Tie              | US7 (26 Wo.)US | Erstveröffentlichung: 3. Februar 2009                                    |
| 2009 | Kidz Bop 16 Razor & Tie              | US8 (21 Wo.)US | Erstveröffentlichung: 4. August 2009                                     |
| 2010 | Kidz Bop 17 Razor & Tie              | US12 (26 Wo.)US | Erstveröffentlichung: 26. Februar 2010                                   |
| 2010 | Kidz Bop 18 Razor & Tie              | US5 Gold · (30 Wo.)US | Erstveröffentlichung: 20. Juli 2010 Verkäufe: + 500.000                  |
| 2011 | Kidz Bop 19 Razor & Tie              | US2 Gold · (30 Wo.)US | Erstveröffentlichung: 18. Januar 2011 Verkäufe: + 500.000                |
| 2011 | Kidz Bop 20 Razor & Tie              | US2 (27 Wo.)US | Erstveröffentlichung: 19. Juli 2011                                      |
| 2012 | Kidz Bop 21 Razor & Tie              | US2 Gold · (31 Wo.)US | Erstveröffentlichung: 17. Januar 2012 Verkäufe: + 500.000                |
| 2012 | Kidz Bop 22 Razor & Tie              | US3 Gold · (29 Wo.)US | Erstveröffentlichung: 17. Juli 2012 Verkäufe: + 500.000                  |
| 2013 | Kidz Bop 23 Razor & Tie              | US2 (28 Wo.)US | Erstveröffentlichung: 15. Januar 2013                                    |
| 2013 | Kidz Bop 24 Razor & Tie              | US3 (27 Wo.)US | Erstveröffentlichung: 16. Juli 2013                                      |
| 2014 | Kidz Bop 25 Razor & Tie              | US3 Gold · (30 Wo.)US | Erstveröffentlichung: 14. Januar 2014 Verkäufe: + 500.000                |
| 2014 | Kidz Bop 26 Razor & Tie              | US4 (26 Wo.)US | Erstveröffentlichung: 15. Juli 2014                                      |
| 2015 | Kidz Bop 27 Razor & Tie              | US3 Gold · (14 Wo.)US | Erstveröffentlichung: 13. Januar 2015 Verkäufe: + 500.000                |
| 2015 | Kidz Bop 28 Razor & Tie              | US10 (17 Wo.)US | Erstveröffentlichung: 23. März 2015                                      |
| 2015 | Kidz Bop 29 Razor & Tie              | US4 (18 Wo.)US | Erstveröffentlichung: 10. Juli 2015                                      |
| 2015 | Kidz Bop 30 Razor & Tie              | US12 (15 Wo.)US | Erstveröffentlichung: 16. Oktober 2015                                   |
| 2016 | Kidz Bop 31 Razor & Tie              | US6 (13 Wo.)US | Erstveröffentlichung: 15. Januar 2016                                    |
| 2016 | Kidz Bop 32 Razor & Tie              | US9 (15 Wo.)US | Erstveröffentlichung: 15. Juli 2016                                      |
| 2016 | Kidz Bop 33 Razor & Tie              | US30 (12 Wo.)US | Erstveröffentlichung: 14. Oktober 2016                                   |
| 2017 | Kidz Bop 34 Razor & Tie              | US18 (12 Wo.)US | Erstveröffentlichung: 20. Januar 2017                                    |
| 2017 | Kidz Bop 35 Razor & Tie              | US32 (6 Wo.)US | Erstveröffentlichung: 14. Juli 2017                                      |
| 2017 | Kidz Bop 36 Razor & Tie              | US119 (7 Wo.)US | Erstveröffentlichung: 14. Oktober 2017                                   |
| 2018 | Kidz Bop 37 Razor & Tie              | US16 (11 Wo.)US | Erstveröffentlichung: 19. Januar 2018                                    |
| 2018 | Kidz Bop 38 Razor & Tie              | US47 (3 Wo.)US | Erstveröffentlichung: 13. Juli 2018                                      |
| 2019 | Kidz Bop 39 Razor & Tie              | US53 (4 Wo.)US | Erstveröffentlichung: 18. Januar 2019                                    |
| 2020 | Kidz Bop Party Playlist! Razor & Tie | US177 (1 Wo.)US | Erstveröffentlichung: 27. November 2020 · UK: Silber, Verkäufe: + 60.000 |

### Spin-off-Veröffentlichungen
| - 2000: More Kidz Bop - 2001: Kidz Bop Megahits - 2002: Kidz Bop: All New 5 Cool Songs – EP - 2002: Kidz Bop Christmas (US: Gold, Verkäufe: + 500.000) - 2003: Kidz Bop Classics - 2004: Kidz Bop Karaoke - 2004: Kidz Bop Gold - 2004: Kidz Bop Halloween - 2005: Los Kidz Bop - 2005: Kidz Bop Kids: A Very Merry Kidz Bop - 2005: Kidz Bop Karaoke: Words on Screen a - 2005: Kidz Bop Hanukkah a - 2006: More Kidz Bop Gold | - 2007: Kidz Bop Sports Jamz a - 2007: A Kidz Bop Valentine a - 2007: Kidz Bop Country - 2007: The Coolest Kidz Bop Christmas Ever - 2008: Kidz Bop 80s Gold - 2008: Kidz Bop Halloween (Deluxe Edition) - 2009: Kidz Bop American Starz a - 2009: Kidz Bop Greatest Hits - 2009: Kidz Bop Car Songs a - 2009: Kidz Bop Christmas - 2010: Kidz Bop Dance Party! - 2010: Kidz Bop Halloween Party - 2010: Kidz Bop Christmas Party | - 2011: Kidz Bop Presents 101 Crazy Jokes For Kids - 2011: Kidz Bop Monster Ballads - 2011: Kidz Bop Christmas - 2012: Kidz Bop Ultimate Hits - 2012: Kidz Bop: Halloween Hits! - 2012: Kidz Bop Christmas – 2012 CD - 2013: Kidz Bop Party Hits! - 2014: Kidz Bop Party Pop! - 2014: Kidz Bop Christmas Wish List - 2015: Kidz Bop: Five Live b - 2016: Kidz Bop Greatest Hits - 2018: Kidz Bop Halloween |

| Jahr | Titel Musiklabel                | Höchstplatzierung, Gesamtwochen, AuszeichnungChartsChartplatzierungen (Jahr, Titel, Musiklabel, Platzierungen, Wochen, Auszeichnungen, Anmerkungen) | Anmerkungen                             |
| Jahr | Titel Musiklabel                | UK | Anmerkungen                             |
| ---- | ------------------------------- | --- | --------------------------------------- |
| 2017 | Kidz Bop Razor & Tie            | UK7 Silber · (11 Wo.)UK | Erstveröffentlichung: 7. April 2017     |
| 2017 | Kidz Bop 2018 Razor & Tie       | UK25 Silber · (11 Wo.)UK | Erstveröffentlichung: 17. November 2017 |
| 2018 | Kidz Bop Summer ’18 Razor & Tie | UK8 (8 Wo.)UK | Erstveröffentlichung: 30. März 2018     |
| 2018 | Kidz Bop 2019 Razor & Tie       | UK26 Silber · (8 Wo.)UK | Erstveröffentlichung: 14. Dezember 2018 |
| 2019 | Kidz Bop 2020                   | UK7 Silber · (11 Wo.)UK | Erstveröffentlichung: 15. November 2019 |
| 2020 | Kidz Bop Party Playlist!        | UK22 (5 Wo.)UK | Erstveröffentlichung: 5. Juni 2020      |
| 2020 | Kidz Bop 2021                   | UK27 Silber · (11 Wo.)UK | Erstveröffentlichung: 23. Oktober 2020  |
| 2021 | Kidz Bop 2022                   | UK72 (5 Wo.)UK | Erstveröffentlichung: 22. Oktober 2021  |

### Kidz Bop Germany
| Jahr | Titel                             | Höchstplatzierung, Gesamtwochen, AuszeichnungChartplatzierungen (Jahr, Titel, Platzierungen, Wochen, Auszeichnungen, Anmerkungen) | Höchstplatzierung, Gesamtwochen, AuszeichnungChartplatzierungen (Jahr, Titel, Platzierungen, Wochen, Auszeichnungen, Anmerkungen) | Höchstplatzierung, Gesamtwochen, AuszeichnungChartplatzierungen (Jahr, Titel, Platzierungen, Wochen, Auszeichnungen, Anmerkungen) | Anmerkungen                             |
| Jahr | Titel                             | DE | AT | CH | Anmerkungen                             |
| ---- | --------------------------------- | --- | --- | --- | --------------------------------------- |
| 2019 | Kidz Bop Kids                     | DE14 (12 Wo.)DE | AT20 (3 Wo.)AT | — | Erstveröffentlichung: 29. März 2019     |
| 2019 | Kidz Bop 2                        | DE36 (14 Wo.)DE | — | — | Erstveröffentlichung: 6. September 2019 |
| 2020 | Kidz Bop Party Playlist!          | DE10 (12 Wo.)DE | AT23 (6 Wo.)AT | CH47 (2 Wo.)CH | Erstveröffentlichung: 5. Juni 2020      |
| 2020 | Kidz Bop 2021                     | DE20 (13 Wo.)DE | AT29 (6 Wo.)AT | — | Erstveröffentlichung: 23. Oktober 2020  |
| 2021 | Kidz Bop – All-Time Greatest Hits | DE96 (1 Wo.)DE | — | — | Erstveröffentlichung: 26. März 2021     |
| 2021 | Kidz Bop 2022                     | DE35 (9 Wo.)DE | AT60 (2 Wo.)AT | — | Erstveröffentlichung: 22. Oktober 2021  |

### Lieder mit Auszeichnungen
- 2012: Call Me Maybe (Original: Carly Rae Jepsen, US: Gold)
- 2014: Party in the U.S.A. (Original: Miley Cyrus, US: Gold)
- 2015: Best Day of My Life (Original: American Authors, US: Gold)
- 2015: Shake It Off (Original: Taylor Swift, US: Platin)
- 2015: Uptown Funk (Original: Mark Ronson feat. Bruno Mars, US: Gold)
- 2015: Make Some Noise! (Original: Beastie Boys, US: Gold)
- 2018: Havana (Original: Camila Cabello feat. Young Thug, US: Gold)
- 2018: Thunder (Original: Imagine Dragons, US: Gold)
- 2019: Old Town Road (Original: Lil Nas X, US: Platin)
- 2029: Dance Monkey (Original: Tones and I, US: Platin)

## Weitere Projekte

### Tourneen
2007 fand die erste Tournee mit 29 Konzerten statt. Seit 2014 absolviert man jedes Jahr eine US-weite Tour mit bis zu 50 Konzerten. Seit 2016 arbeitet man mit dem Veranstalter Live Nation Entertainment zusammen.

### Kidz Star USA Talentshow
Im Jahr 2010 startete Kidz Bop mit Kidz Star USA eine nationale Talentshow für Kinder und Jugendliche unter 15 Jahren. Der erste Gewinner war Hunter Pecunia aus Dallas, Texas. Seine Nachfolgerin, Kiana Brown, gewann die zweite Ausgabe des Musikwettbewerbs und gewann einen Plattenvertrag bei RCA Records. Kris Allen, Gewinner der achten Staffel von American Idol war Jurymitglied und Mentor.
Dallas Wayde gewann im Jahr 2012 den Wettbewerb. Sein Mentor war Davin Megraw Ein Jahr darauf wurde Isabel Lacatus Siegerin. Ihre Mentorin war Jennette McCurdy.

### Radiosendung
Im Januar des Jahres 2012 startete Kidz Bop eine eigene Radiosendung auf dem Sender Sirius XM. Jeden Freitag wurde die Sendung Kidz Bop Block Party auf Kids Place Live (Kanal 78) gesendet. Zwei Jahre später in Partnerschaft mit Sirius XM ein eigener Sender unter dem Namen KIDS BOP Radio gegründet, auf dem die Lieder der Kidz-Bop-Veröffentlichungen gesendet werden.

### Videospiel
Am 14. September des Jahres 2010 wurde mit Kidz Bop Dance Party! The Video Game ein Videospiel für die Nintendo Wii veröffentlicht.